# San Juan de Río Coco
San Juan de Río Coco é um município da Nicarágua, situado no departamento de Madriz. Tem 182 km² de área e sua população em 2020 foi estimada em 29.797 habitantes.